# Centrale hydroélectrique de Buksefjord
La centrale hydroélectrique de Buksefjord est la première et la plus importante centrale hydroélectrique du Groenland. Elle a été construite par Nuuk-Kraft et est exploitée par Nukissiorfiit, la compagnie de production électrique nationale du Groenland.
En 1984–85, l'autorité de l'énergie du Groenland a préparé un programme de développement hydroélectrique du territoire. À cette époque, toute l'électricité au Groenland était produite à partir d'hydrocarbures, mais il y avait eu une forte hausse des prix du pétrole au cours des années précédentes. La construction d'une centrale hydroélectrique à Buksefjord est proposée par un consortium privé en 1988. En 1989, quatre entreprises participent à un appel d'offres public. Cependant, il est finalement décidé que la construction de la centrale soit financée par le gouvernement du Groenland puis exploitée par le consortium Nuuk-Kraft. La construction de la centrale est approuvée par le Parlement du Groenland en 1990. Elle est mise en service en 1993.
De manière peu conventionnelle, la centrale est située 600 m à l'intérieur d'une montagne et est composée de 14 km de tunnels
. Le réservoir supérieur, le lac Kang, est situé à 249 m au-dessus du niveau de la mer à Buksefjord. Le lac a volume  de 1,9 km3, soit six fois plus que la consommation d'eau annuelle de la centrale. Du lac, un long tunnel sous  pression de 10,5 km descend vers la centrale.
A l'origine, la centrale possédait deux turbines d'une capacité de 15 MW chacune. En 2008, une troisième turbine de même capacité a été installée,.
L'électricité générée est transférée à Nuuk par une ligne électrique de 57 km reliant Buksefjord à Nuuk, et qui comprend la portée d'Ameralik, la plus longue portée du monde,.